# 미요시촌 (지바현)
미요시촌(三芳村)은 지바현 아와군에 설치되었던 촌이다.
2006년 3월 20일에 아와군 도미우라정, 도미야마정, 마루야마정, 와다정, 지쿠라정, 시라하마정과 신설 합병해 현재의 미나미보소시가 해당되기 때문에 소멸했다.  지바현에서 가장 인구가 적은 자치체였다.

## 지리
보소 반도 남부에 위치한다. 내륙에 위치하기 때문에 주변 도시들보다 더 냉량한 기후이다.

## 역사
아와국에 속했다.
- 1953년 5월 1일 - 다키타촌, 고쿠후촌, 이나미야촌이 합병해 신설하였다.
- 2006년 3월 20일 - 도미야마정, 도미우라정, 시라하마정, 마루야마정, 와다정, 지쿠라정과 합병해 미나미보소시가 신설돼. 당일 도미우라정은 폐지되었다.